# STR!X
STR!X（ストライクス）は、河内淳一と今野多久朗が仲間を募って作ったバンド。

## 概要
コロムビアレコードより、LP「STR!X-ONE」でデビュー。 代表作はフジテレビ系アニメ「よろしくメカドック」の主題歌「よろしくチューニング」である。
当時、同じレコード会社だった斎藤誠などのレコーディングやバッキングを担当する。
その後、河内と今野はKUWATA BANDの結成に参加、角田と北村は斎藤誠やNO1バンド、中原めいこ等のサポートに、片山は白井貴子 & Crazy Boysの結成に参加したため活動停止。

## レコード
LP
- 「STR!X-ONE」
  - SIAE-A
    1. YOU
    2. MOVIN' OUT
    3. LOVE AFFAIR
    4. YOU ARE LONELY
    5. NEVER BE THE SAME

  - SIDE-B
    1. SWEET EMOTION
    2. GIMME YOUR LOVE
    3. JULIA
    4. BREEZE 2・4・6
    5. A SONG ALL MY LOVE

シングル
- 『星のストレンジャー』（1984年1月21日発売）
  1. 星のストレンジャー（作詞:康珍化、作曲:鈴木キサブロー、編曲:川村栄二） - 劇場用アニメーション『超人ロック』主題歌
  2. RAINBOW BRIDGE（歌:堀江美都子・STR!X、作詞:康珍化、作曲:鈴木キサブロー、編曲:川村栄二） - 劇場用アニメーション『超人ロック』挿入歌

- 『よろしくチューニング』（1984年9月発売）
  1. よろしくチューニング（作詞:寺田憲史、作曲・編曲:河内淳一） - フジテレビ系アニメ『よろしくメカドック』オープニングテーマ
  2. 君にWOO…!（作詞:寺田憲史、作曲・編曲:河内淳一） - フジテレビ系アニメ『よろしくメカドック』エンディングテーマ

## メンバー
- 河内淳一・・・VOCALS、GUITARS
- 北村健太・・・TAMA DRUMS、VOCALS
- 角田俊介・・・BASS、VOCALS
- 今野多久朗・・・PARCUSSION、SYNTHESIZER、VOCALS
- 片山敦夫・・・KEYBOARDS、SYNTHESIZER、VOCALS

## サポーターその他
- 安部王子 - コンピュータープログラム2
- 中西俊博 - エレキヴァイオリン2 他

| スタブアイコン | サブスタブ | この項目は、まだ閲覧者の調べものの参照としては役立たない、音楽関係者（バンド等）に関連した書きかけの項目です。この項目を加筆・訂正などしてくださる協力者を求めています（P:音楽/PJ:芸能人）。 |